# Teatro Alberto Maranhão
O Teatro Alberto Maranhão (TAM) é um teatro centenário localizado no bairro da Ribeira, na cidade de Natal, estado do Rio Grande do Norte, Brasil.
| “ | O Teatro Alberto Maranhão é um exemplo – o Brasil deveria mirar-se neste espelho. Trabalho, beleza, dedicação e seriedade. Saudade... | ” |

## História
O teatro, é um monumento tombado pelo Instituto do Patrimônio Histórico e Artístico do Rio Grande do Norte, foi projetado pelo engenheiro José de Berredo e teve suas obras iniciadas em 1898, sob a direção do major Teodósio Paiva. Foi inaugurado no ano de 1904, sendo que na época, o teatro era denominado Carlos Gomes.
No segundo Governo de Alberto Maranhão, o teatro fechou para a realização de uma reforma, sendo reinaugurado pela "Gran-Campañía Española de Zarzuela, Òpera y Opereta Pablo López", em 19 de julho de 1912, com a opereta “Princesa dos dólares” de Leo Fall.
Em 1957, o prefeito de Natal Djalma Maranhão mudou a sua denominação para Teatro Alberto Maranhão. Em 1959 teve nova reforma, sendo reaberto em 24 de março de 1960.
A Fundação José Augusto (para quem o Governo do Estado passou a administração do teatro), iniciou uma nova reforma em junho de 1988, sob supervisão técnica da Coordenadoria de Patrimônio Histórico e Artístico do Estado e recursos da Fundação Banco do Brasil. A reforma incluiu camarins, salão nobre, jardim, plateia e palco, buscando restaurá-lo sob supervisão técnica da Coordenadoria do Patrimônio Histórico e Artístico do Estado.
Em 2004, a ocasião do seu centenário, mais uma reforma foi feita focada na acessibilidade, revitalização e climatização do espaço.
Em setembro de 2005 os restos mortais de Alberto Maranhão, que faleceu em 1 de fevereiro de 1944 e sepultado em Paraty, foram trazidos do Rio de Janeiro para o Rio Grande do Norte, e depositados no memorial localizado no Teatro.
No ano de 2015, o Teatro foi fechado para sua primeira grande restauração, no governo de Robinson Faria (PSD). As obras, no entanto, só começariam três anos depois, em 2018. Ela foi continuada pela gestão de Fátima Bezerra (PT), que concluiu a restauração no ano de 2021. 

## Lista de diretores
O primeiro diretor do Teatro Alberto Maranhão foi o maestro Joaquim Scipião, seguido por Milton Varela, Alcides Cicco, Meira Pires, Dorian Gray, novamente Meira Pires, Iaperi Araújo, Diana Fontes, Maria Olga de Araujo, Selma Meira e Sá Bezerra, Silvana Bezerra de Mesquita Gomes, Maria Olga de Araújo Aranha, Hilneth Correia, Ivonete Albano, Dione Mª Barros Caldas Xavier, Toinho Silveira e Ronaldo Costa (atual).